# Watermaal

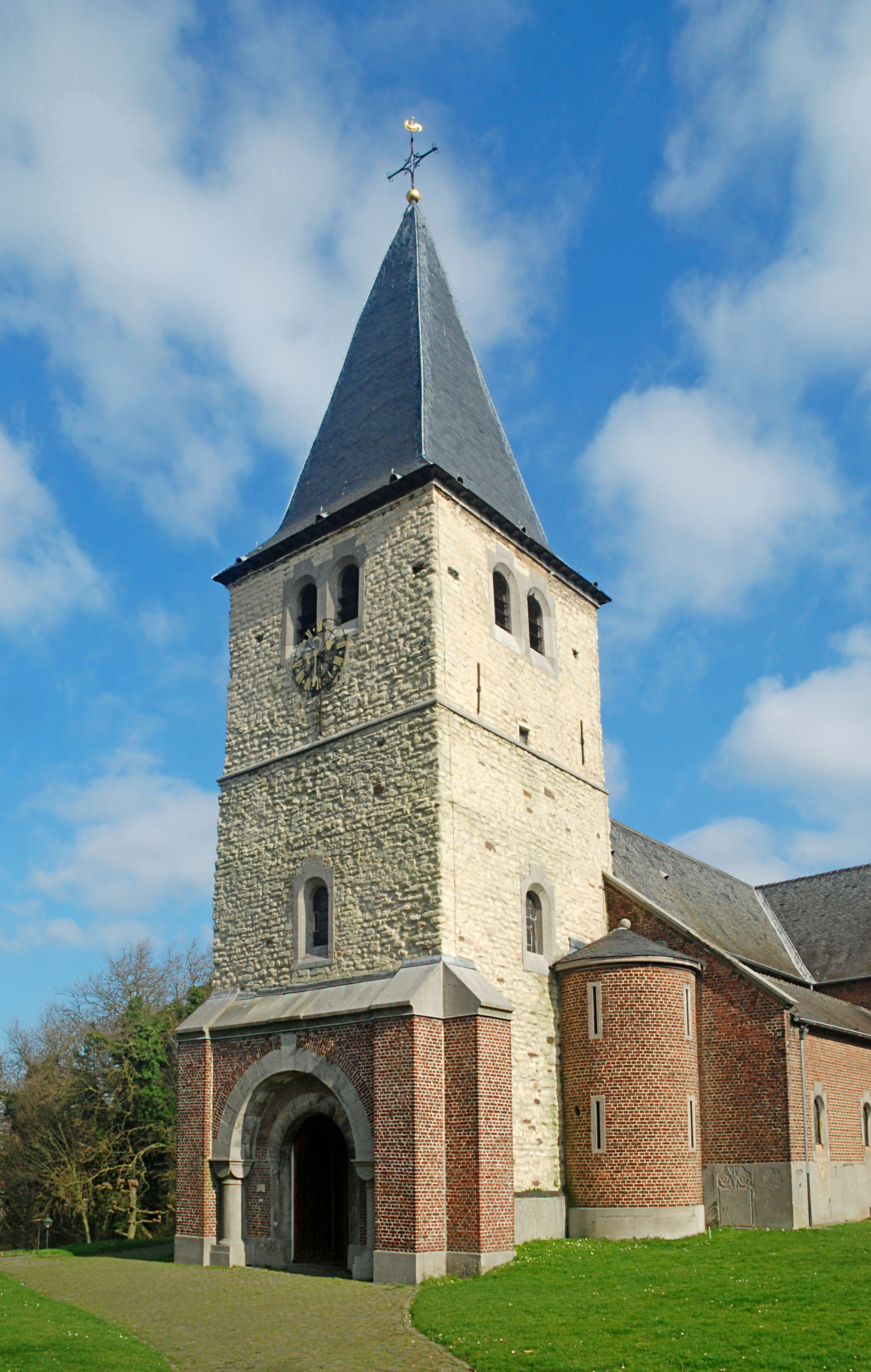
Sint-Clemenskerk van Watermaal

Watermaal (Frans: Watermael) is een plaats in de Belgische gemeente Watermaal-Bosvoorde in het Brussels Hoofdstedelijk Gewest. De plaats ligt in het noorden van de gemeente, die zich in het zuidoosten van het hoofdstedelijk gewest bevindt.

## Geschiedenis
De geschiedenis van de plaats gaat terug tot de Karolingische periode. Het gebied was een van de eerste ontgonnen gebieden in Zoniënwoud. De naam zou een samenstelling zijn van water en maal, een gerechtsplaats. Een andere theorie verklaart het als samenstelling van wachter en maal.
De oprichting van een kerk zou teruggaan tot het einde van de 10de eeuw. In 1193 bevestigde Paus Celestinus III in een brief het bezit van de kerk van Watermaal aan het Onze-Lieve-Vrouwkapittel van Kamerijk. Later werd dit afgestaan aan het klooster van Hertoginnedal. Watermaal was de moederparochie waaruit later de omliggende parochies ontstonden. De jurisdictie van de schepenen van Watermaal, afhankelijk van de meierij van Rode, besloeg een omvangrijk gebied en omvatte naast Watermaal ook de plaatsen Bosvoorde, Oudergem, Etterbeek, Sint-Pieters-Woluwe, Stokkel en Kraainem.
Ten zuiden lag aan het Zoniënwoud het gehuchtje Bosvoorde, dat in de middeleeuwen echter snel aan belang won. De heren van Brabant kozen het als uitvalsbasis voor hun jacht en rond 1282 richtte Jan I er een kapel op. Bosvoorde bleef de volgende eeuwen bloeien als logeerplaats voor het hertogelijk hof tijdens de jacht. De Ferrariskaart uit de jaren 1770 toont een ontgonnen gebied in het Zoniënbos, met in het noorden "Waetermael", in het zuiden Bosvoorde en in het oosten Oudergem. Ten westen van Watermaal lag Boondaal, afhankelijk van Ukkel. Bosvoorde en Oudergem behoorden toen nog tot de parochie Watermaal.
Op het einde van het ancien régime werden onder Frans bewind in de laatste jaren van de 18de eeuw de gemeenten gecreëerd. Watermaal en Bosvoorde werden gescheiden en werden twee zelfstandige gemeenten. In 1811 werden de gemeenten Watermaal en Bosvoorde samengevoegd tot één gemeente. De komst van de spoorlijn Brussel-Namen zorgde voor een ontsluiting van de gemeente. In 1863 werd het gehucht Oudergem afgesplitst als zelfstandige gemeente. Vanaf het eind van de 19de eeuw nam de bebouwing toe en in de 20ste eeuw bereikte de groeiende Brusselse verstedelijking ook Watermaal.

## Bezienswaardigheden
- De Sint-Clemenskerk
- Het Tercoignepark met het oude Hof ter Coigne
- Het station van Watermaal werd beschermd
- Sint-Annaklooster

## Verkeer en vervoer
In Watermaal kruisen spoorlijnen 161 en 26. Langs spoorlijn 161 (Brussel-Namen) staat het Station Watermaal en er juist naast, langs spoorlijn 26 staat station Arcaden.